# PC-kompatibles DOS
Als PC-kompatibles DOS werden Betriebssysteme für Computer bezeichnet, die kompatibel zum Betriebssystem-Standard MS-DOS von Microsoft sind. Dabei gelten diese Disk Operating Systeme (DOS) als IBM-PC-kompatibel bzw. MS-DOS-kompatibel, wenn sie auf einem IBM PC oder einem IBM-PC-kompatiblen Computer lauffähig sind und es ermöglichen, für PC DOS bzw. MS-DOS geschriebene Programme unverändert und voll funktionsfähig auszuführen.

## Vorgeschichte
Die Wurzeln von DOS für Heimcomputer liegen in Betriebssystemen für Mainframes, die ab den mittleren 1960er Jahren verfügbar wurden. Damals lösten Magnetplatten die Magnetbänder als wichtigster Massenspeicher ab. Unter den sogenannten Disk Operating Systems (DOS) wurde es im Gegensatz zu den älteren Tape Operating Systems (TOS) möglich, ohne IPL mehrere Programmabläufe (Batch-Jobs) quasi parallel zu verarbeiten und damit über die rein sequenziellen Schreib-/Lese-Vorgänge des Bandlaufwerks hinauszugehen, wie es für Magnetplatten-Speichermedien angemessen ist.
Mit der Gruppe der auf dem PC im engeren Sinne (vom IBM PC abstammende und kompatible Computer) lauffähigen Systeme standen ab Beginn die beiden Zweige von DOS, einerseits von Microsoft MS-DOS und andererseits von IBM PC DOS bzw. IBM DOS, zur Verfügung. Sie wurden gemeinsam entwickelt, haben dieselbe Basis und sind daher im Kern identisch, wurden aber unterschiedlich vermarktet.
Ihre Basis geht auf das im Jahr 1980 ursprünglich als QDOS entwickelte, bald in 86-DOS umbenannte Betriebssystem zurück, das von Tim Paterson von Seattle Computer Products als CP/M-80-Derivat für Intel-8086-Prozessoren geschrieben worden war, weil die CP/M-86-Version von Digital Research damals noch auf sich warten ließ. Bis auf das gegenüber dem CP/M-Dateisystem deutlich verbesserte FAT-Dateisystem, das Paterson seinerseits aus einem BASIC-Interpreter von Microsoft übernommen hatte, bot 86-DOS fast genau die gleichen Möglichkeiten wie CP/M-80, nur eben für einen neueren Prozessortyp. CP/M-Programme können zwar nicht ausgeführt werden, doch ist der Quelltext mit nur sehr wenigen Änderungen auch auf 86-DOS übersetzbar.
Kurz danach wurde 86-DOS von Microsoft gekauft und in MS-DOS umbenannt, als IBM bei Microsoft um ein kurzfristig verfügbares Betriebssystem für ihren in Entwicklung befindlichen IBM PC anfragte, Microsoft aber nicht schnell genug selbst eines entwickeln konnte. Da 86-DOS einige wesentliche Merkmale und Systemschnittstellen (APIs) von CP/M übernommen hat, sieht auch MS-DOS und PC DOS in der Version 1.0 wie ein Klon von CP/M aus. Dieser Umstand führte später zu rechtlichen Auseinandersetzungen von Microsoft mit dem CP/M-Hersteller Digital Research.

## PC-kompatibles DOS

### MS-DOS
MS-DOS ist ein Betriebssystem, das bei Microsoft aus einer Auftragsentwicklung für IBM hervorging. Die erste von Microsoft selbst vertriebene Version von MS-DOS kam 1982 als MS-DOS 1.25 auf den Markt. MS-DOS gab es in Anpassungen für Dutzende verschiedener PC-Hersteller (OEMs), bei denen insbesondere die in der Datei IO.SYS liegenden hardwarenahen Ein- und Ausgaberoutinen sowie verschiedene Hilfsprogramme speziell an die Besonderheiten der jeweiligen Wirtsmaschinen, die zwar kompatibel zu dem 8086-Prozessor von Intel, aber nicht notwendigerweise auch zum IBM PC kompatibel sein mussten, angepasst wurden. Diese angepassten Versionen waren daher auf Rechnern von anderen Herstellern nicht oder nur eingeschränkt lauffähig. Die speziell an IBM PCs angepasste OEM-Variante von MS-DOS hieß IBM DOS bzw. später PC DOS und wurde von IBM für die eigenen Rechner vertrieben. Die technische Weiterentwicklung erfolgte abwechselnd sowohl bei Microsoft als auch bei IBM.
Mit dem Aufkommen „100 % IBM-PC-kompatibler“ Klone ab dem Jahr 1983 und dem Verschwinden von nicht IBM-kompatiblen x86-Rechnern verschwanden zunehmend auch die funktionell speziell angepassten OEM-Versionen von MS-DOS vom Markt, sodass im weiteren Verlauf alle OEMs mit einer generischen MS-DOS-Version mit nur minimalen OEM-Anpassungen bedient werden konnten, die oft nur noch in der Anpassung der Startmeldung und/oder in individuell beigefügten Utilities bestanden. Gegenüber der von IBM vertriebenen OEM-Version „PC DOS“ verfügte die generische Version von MS-DOS immerhin über Code zur Behandlung diverser Spezialfälle auf nicht vollständig kompatiblen Maschinen. PC DOS als dediziertes Betriebssystem nur für Original-IBM-Maschinen konnte ohne diese Sonderbehandlungen auskommen und blieb somit etwas schlanker und performanter.
Die letzte eigenständige MS-DOS-Version mit der Versionsnummer 6.22 erschien 1994. Als Bestandteil der Betriebssysteme der Windows-9x-Reihe bekam MS-DOS LBA- und FAT32-Unterstützung und wurde noch bis zur Version 8.0 weiterentwickelt.

### PC DOS und IBM DOS
PC DOS ist eine weit verbreitete OEM-Variante des Betriebssystems MS-DOS, das bei Microsoft aus einer Auftragsentwicklung für IBM hervorging und vor Auslieferung durch IBM leichten Veränderungen, vor allem einer Vielzahl von Fehlerbehebungen, unterworfen wurde. Version 1.0 kam 1981, also noch vor der ersten von Microsoft selbst vertriebenen MS-DOS-Version, unter der offiziellen Bezeichnung „IBM Personal Computer Disk Operation System 1.0“ auf den Markt, wurde aber schon damals in Kurzform einfach „PC DOS“ genannt. Die Versionen 3.30 bis 5.02 liefen unter dem offiziellen Namen „IBM DOS“ und ab Version 6.1 wurde das System als „IBM PC DOS“ vermarktet.
Gegenüber generischen MS-DOS-Ausgaben wies PC DOS verschiedene Optimierungen auf, die z. T. nur auf Original-IBM-PCs und 100 %-kompatiblen Maschinen lauffähig waren. Die technische Weiterentwicklung erfolgte abwechselnd sowohl bei Microsoft als auch bei IBM.
PC DOS wurde bis zur Version 6.3 von 1993 kompatibel zu MS-DOS (Windows 3.x) weiterentwickelt, wobei sich bereits Version 6.1 von MS-DOS 6.0 deutlicher unterschied als die vorigen Versionen untereinander und PC DOS als Alternative auch für PCs andere Hersteller vermarktet wurde. Die aktuellen Versionen PC DOS 7.0 (Revision 0, 1994) mit REXX-, PCMCIA-, DPMS- und XDF-Unterstützung, Stacker Disk Compression und einem leistungsfähigen Texteditor und Hilfesystem, PC DOS 2000 (PC DOS 7.0 Revision 1, 1998) mit Jahr-2000-Fixes und Euro-Unterstützung und OEM PC DOS 7.1 (2003) mit LBA/FAT32-Unterstützung sind eigenständige Weiterentwicklungen von IBM, an denen Microsoft keinen Anteil mehr hatte.

### DR-DOS
DR-DOS (bis einschließlich zur Version 6.0 noch DR DOS) wurde ursprünglich von Digital Research als Antwort auf MS-DOS entwickelt, da MS-DOS, ursprünglich weitestgehend ein Klon von CP/M-80 für 8086-Prozessoren, durch einen Vertrag mit IBM zum Standard-Betriebssystem für den IBM PC und den großen Markt dazu kompatibler Rechner avancierte. Eine solche Vormachtstellung unter den Betriebssystemen für Mikrocomputer hielt zuvor Digital Researchs CP/M-Betriebssystemfamilie inne, welche nun durch MS-DOS zunehmend verdrängt wurde. DR-DOS kann als Weiterentwicklung von CP/M (hier speziell CP/M-86) in Richtung MS-DOS/PC DOS angesehen werden. Tatsächlich lässt sich durch diese Verwandtschaft die Entstehungsgeschichte einiger (nur weniger) Routinen auf Quelltextebene, u. a. auch die des DOS-Kernel BDOS, in direkter Linie bis ins Jahr 1976 zurückverfolgen, also bis lange vor der Einführung des PCs von IBM, auch wenn die Entwicklung von DR DOS als solchem erst viel später begonnen wurde.
Die Entwicklung von zu MS-DOS/PC DOS kompatiblen Disk-Operating-Systemen begann bei Digital Research 1983 mit der Entwicklung des DOS-Emulators PCMODE, eines Zusatzmoduls für deren eigenes auf mehr als hundert OEM-Plattformen etabliertes Betriebssystem Concurrent CP/M-86 3.1 (BDOS-Kernel 3.1). Bei DR Concurrent CP/M-86 handelte es sich um eine multitaskingfähige Ausführung von CP/M-86. Mit der nächsten Betriebssystemversion wurde der Emulator 1984 fester Bestandteil des Systems, das dementsprechend in DR Concurrent DOS 3.2 (mit BDOS-Kernel 3.2) umbenannt wurde. Die CDOS-OEM-Anpassung für IBM-PC-kompatible Rechner wurde durch die Zusatzbezeichnung „PC“ im Namen von DR Concurrent PC DOS (alias CPCDOS) ausgedrückt. Dieses Digital Research-Betriebssystem konnte gleichzeitig CP/M-86- als auch MS-DOS/PC-DOS-1.1-Anwendungen ausführen. Trotz der Namensähnlichkeit muss das System streng von IBM PC DOS unterschieden werden, das als MS-DOS-OEM-Version weder CP/M-86-Kompatibilität noch Multitasking bot. Spätere Versionen von CDOS unterstützten auch EEMS-Bankswitching (CDOS 86/XM, 1986) und nutzten den 286- bzw. 386-Protected Mode (CDOS 286, 1985, bzw. CDOS 386, 1987) zur Speicherverwaltung und für Multitasking. Auch der DOS-Emulator wurde zunehmend weiterentwickelt und bot Kompatibilität zu DOS 2.x/3.x/5.x-Anwendungen. Weiterentwicklungen von Concurrent DOS waren FlexOS und Multiuser DOS (MDOS), aus dem sich sehr viel später Datapac System Manager und IMS REAL/32 entwickelten. CDOS, FlexOS und MDOS wurden jedoch wegen ihrer hohen Zuverlässigkeit überwiegend im professionellen Umfeld und für industrielle Steueraufgaben eingesetzt und sind auf normalen Desktoprechnern nicht weit verbreitet gewesen.
Digital Research unternahm mehrere Versuche, auch im Desktop-Markt mit eigenen MS-DOS/PC-DOS-kompatiblen Betriebssystemen Fuß zu fassen.
Der erste dieser Versuche bestand in DOS Plus 1.2-2.1 (1986–1988), einem Single-User-Abkömmling von DR Concurrent PC DOS 4.1-5.0, der neben CP/M-86-Anwendungen auch PC-DOS-2.11-Anwendungen ausführen konnte und für eine Handvoll OEM-Plattformen verfügbar war. Die DOS-Kompatibilität war als Emulation auf der Basis eines CP/M-Kernels jedoch noch eingeschränkt, u. a. da viele Kommandos noch CP/M-ähnlich lauteten und z. B. keine DOS-Gerätetreiber geladen werden konnten.
Den nächsten und letztlich erfolgreichen Versuch startete Digital Research 1988 mit der Vorstellung von DR DOS 3.31 (mit BDOS-Kernel 6.0) in einer Phase, als die Weiterentwicklung von MS-DOS/PC DOS bei Microsoft und IBM zu stagnieren schien und dringend notwendige Anpassungen an die Möglichkeiten neuerer Maschinen dort über Jahre hinweg verschleppt wurden. Bei dieser neuen Single-User-Betriebssystemlinie handelte es sich um eine Abspaltung von Concurrent DOS 6.0, bei dem das XIOS zwecks Erzielung maximaler Kompatibilität mit der Bootphase von DOS als auch mit DOS-Gerätetreibern durch ein IBM-PC-kompatibles DOS-BIOS ersetzt wurde. Zwar arbeitete im Innern immer noch ein CP/M-ähnlicher BDOS-Kernel, der aber nach außen hin keine Kompatibilität zu CP/M-Systemaufrufen mehr anbot und sich als IBM PC DOS 3.31 ausgab. Das System bot kein Multitasking, dafür aber nahezu 100%ige Kompatibilität zu DOS-Anwendungen, die bei bis dato gängigen MS-DOS-Ausgaben überfällige Unterstützung für die Verwaltung (damals) „großer“ Festplatten (nach dem Vorbild von Compaq MS-DOS 3.31), sowie eine Reihe Erweiterungen gegenüber der Konkurrenz MS-DOS an, etwa eine passwortgestützte Zugriffssteuerung für Dateien und Verzeichnisse, floating drives, beliebig tief verschachtelbare Unterverzeichnisse, eine überall wirksame Kommandozeilen- und Eingabe-History-Funktion, aussagekräftige Fehlermeldungen und erweiterte Hilfefunktionen.
DR DOS konnte sich über etliche Versionen (DR DOS 3.31, 3.32, 3.33, 3.34, 3.35 mit BDOS 6.0, DR DOS 3.40, DR DOS 3.41 mit BDOS 6.3, DR DOS 5.0 mit BDOS 6.5, DR DOS 6.0 mit BDOS 6.7) hinweg als leistungsstarke Alternative zu MS-DOS und PC DOS behaupten. Ab diesem Zeitpunkt wurden viele der grundlegend neuen Funktionen (u. a. Speichermanagement, Taskswitching, GUI, Diskkompression, Löschverfolgung) von DOS zuerst in DR DOS und zum Teil erst Jahre später in MS-DOS und PC DOS implementiert. Auch die Kompatibilität zu unsauberen DOS-Anwendungen wurde zunehmend verbessert, bis schließlich 1992 mit DR PalmDOS 1.0 (BDOS 7.0) die bisherige DOS-Emulation des Kernels vollständig durch DOS-kompatible interne Strukturen ersetzt wurde. Bei DR PalmDOS handelte es sich um eine Weiterentwicklung von DR DOS 6.0 mit speziellen Funktionen für frühe Palmtops wie einem integrierten PCMCIA-Stack, der Möglichkeit, XIP-Applikationen unter einer speziellen Taskswitcher-Variante direkt aus dem ROM heraus auszuführen, und einem erweiterten Energiemanagement inklusive einer dynamisch wirksamen Leerlauferkennung. Aus Kompatibilitätsgründen gaben sich alle bisherigen Ausgaben von DR DOS für normale DOS-Anwendungen als PC DOS 3.31 aus.
Nach dem Verkauf von Digital Research an Novell im Jahr 1993 wurde das System 1994 als Novell DOS 7 (mit BDOS 7.2) vermarktet, das sich für DOS-Anwendungen als PC DOS 6.1 ausgab. Novell DOS 7 bot neben Peer-to-Peer-Netzwerkfunktionen (Personal NetWare) ein stark erweitertes Speichermanagement mit VCPI, DPMI und DPMS und in Verbindung mit einem über EMM386 bereitgestellten 32-bittigen Protected-Mode-Core-System Unterstützung für präemptives Multitasking und Multithreading in virtuellen DOS-Maschinen.
Nach über 15 Updates wurde das System 1996 an Caldera verkauft, welche es 1997 als Caldera OpenDOS 7.01 wiederveröffentlichten. Der Quelltext der Kernkomponenten wurde ebenso veröffentlicht (nur für nicht-kommerzielle Zwecke nutzbar) wie historische Quelltexte von CP/M, GEM und ViewMAX. Caldera UK entwickelte das System unter dem Namen DR-DOS (nun erstmals mit Bindestrich geschrieben) zu DR-DOS 7.02 und 7.03 (BDOS 7.3) mit Jahr-2000-Fixes, Euro-Unterstützung und einigen neuen Hochladefunktionen weiter, Versionen, die neben einigen größeren, nicht allen Ausgaben beiliegenden Erweiterungen (etwa der TCP/IP-Unterstützung, dem grafischen HTML-3.2-Webbrowser WebSpyder, der Unterstützung für lange Dateinamen mit LONGNAME, der dynamisch ladbaren Unterstützung für LBA-Zugriffe und FAT32-Laufwerke mit DRFAT32 sowie einer POSIX-pthreads-API-Erweiterung) in erster Linie durch mehrere hundert Optimierungen und Verbesserungen im Detail auffielen. Außerdem wurden spezielle DR-DOS-Versionen namens „Winglue“ bzw. „Winbolt“ entwickelt, die kompatibel zu Windows 95 (MS-DOS 7.0 + Windows 4.0) und Windows 98 (7.1 + Windows 4.1) waren und eine wichtige Rolle im Prozess Caldera vs. Microsoft spielten, aber bislang unveröffentlicht blieben.
Mit der Schließung der englischen Entwicklungszentrale in Andover Anfang 1999 und der Ausgliederung an Caldera Thin Clients, USA, einer Tochter der Caldera-Mutter, wurde die Weiterentwicklung von DR-DOS abrupt eingestellt. DR-DOS 7.03 wurde zunächst noch von Lineo bzw. Embedix, die aus Caldera Thin Clients hervorgegangen sind, vertrieben und wird heute noch von DRDOS, Inc. alias DeviceLogics für den Einsatz in eingebetteten Systemen angeboten.
Von ehemaligen Entwicklern des Systems wurden über die Jahre in Auftragsarbeit noch spezielle OEM-Versionen DR-DOS 7.04, 7.05, 7.06 und später auch noch 7.07 (BDOS 7.3/7.4/7.7) und 7.08 (BDOS 7.8) mit LBA- und FAT32-Unterstützung entwickelt.
Von DRDOS, Inc. wurden zwei Versionen veröffentlicht. Bei DR-DOS 8.0 (2004) handelt es sich um eine auf DR-DOS 7.0x zurückgehende OEM-Version mit LBA- und FAT32-Unterstützung mit vielfältigen Erweiterungen der Disktools. DR-DOS 8.1 (2005) basierte – im Gegensatz zu DR-DOS 8.0 – zum Teil nicht auf DR-DOS-Vorgängerversionen, sondern auf FreeDOS-Komponenten und musste wegen Urheberrechtsverletzungen zurückgezogen werden.
Die letzte offizielle Version für Desktop-Systeme ist damit immer noch das von Caldera stammende DR-DOS 7.03 aus dem Jahr 1999.
Die einzige öffentlich zugängliche Weiterentwicklung ist somit derzeit das als Fan-Projekt zu titulierende Enhanced DR-DOS 7.01.xx, das von Udo Kuhnt aus dem veröffentlichten Quelltext von Caldera OpenDOS 7.01 hervorgegangen ist. EDR-DOS unterliegt den Lizenzbedingungen des OpenDOS 7.01-Quelltextes, welcher eine kommerzielle Nutzung (außer für Testzwecke) ausschließt.
Das DOS-BIOS und BDOS von DR-DOS und praktisch alle residenten Treiber (insbesondere die Speichermanager) sind komplett in Assembler geschrieben, lediglich Teile der Shell COMMAND.COM und Hilfsprogramme wurden in C geschrieben.

### PTS-DOS
PTS-DOS ist ein MS-DOS-Klon aus Russland, der fast komplett in Assembler geschrieben ist. Es unterscheidet sich in Handhabung und Benennung von Systemdateien noch stärker von MS-DOS, als das bei DR-DOS der Fall ist.
PTS-DOS wurde ab 1991 von neu gegründeten Unternehmen PhysTechSoft für das russische Militär entwickelt und durch das Verteidigungsministerium zur kommerziellen Vermarktung freigegeben. Die erste Version wurde 1993 als PTS-DOS 6.4 veröffentlicht. Nach Version 6.5 gründeten einige Programmierer des Herstellers das Unternehmen Paragon und entwickelten unter Mitnahme des Quelltextes eigene Versionen von PTS-DOS. Mittlerweile werden beide Linien nicht mehr weiterentwickelt.

### Weitere MS-DOS/PC-DOS-kompatible Varianten
Es gibt viele zu MS-DOS zumindest teilkompatible DOS, einige verbreitete sind:
- DCP: in der DDR verwendeter DOS-Klon von Robotron.
- Embedded DOS: DOS-Klon von General Software für Embedded Systems
- FreeDOS: Als FOSS-Projekt entstanden, um den Fortbestand und die Weiterentwicklung des DOS-Betriebssystems zu gewährleisten
- PC-MOS/386: Ein multitaskingfähiges Mehrbenutzer-Betriebssystem, das DOS-Anwendungen für mehrere Benutzer verfügbar macht.
- RxDOS: Ein vollständig ablaufinvariant programmierter DOS-Klon von Mike Podanoffsky
- ROM DOS: Ein DOS-Klon von Datalight für Embedded Systems

## Funktionsweise

### Speichertypen
Eine Eigenart von DOS auf IBM-PC-kompatiblen Computern ist, dass der Arbeitsspeicher in unterschiedliche Speichertypen unterteilt werden kann. Diese sind eine Konsequenz der historisch gewachsenen Architektur, denn der erste IBM PC, der die Speicherarchitektur von DOS begründet, ist eine 16-Bit-Architektur mit 8-Bit-Busanbindung (Intel 8088). Die Speicheradressierung ist auf 20 Bits limitiert, was direkten Speicherzugriff auf 1 MiB erlaubt. Da „der (IBM) PC“ Erweiterungskarten unterstützt, deren Firmware („BIOS“) adressierbar sein muss, wurde eine Unterteilung von 640 KiB Arbeitsspeicher für das Betriebssystem (PC DOS bzw. MS-DOS) und 386 KiB für BIOS, Grafikkarte und zusätzliche Erweiterungskarten vorgenommen.
16-Bit-DOS-Programme sind grundsätzlich mit dieser Arbeitsumgebung kompatibel. Dieser Modus wird auch von späteren x86-Prozessoren unterstützt und retronym „Real Mode“ genannt: so kann auch der PC/AT und dazu kompatible PCs weiterhin DOS und DOS-Programme ausführen, hat darin aber ebenfalls nur Zugriff auf 1 MiB RAM. Weil Programme immer mehr Speicher benötigten, wurden anfänglich Speichererweiterungskarten entwickelt, die zusätzlichen Speicher in Form einer Erweiterungskarte bereitstellen. Dieser Speicher wird expanded memory genannt und wurde 1985 als LIM-EMS standardisiert. Viele DOS-Programme können daher mit EMS-Speicher umgehen.
Der Intel 80286 im PC/AT kann bis zu 16 MiB (24 Bits) direkt adressieren, wenn er im 16-Bit-„Protected Mode“ betrieben wird, und ab dem 80386 mit dem auf 32-Bit erweiterten Protected Mode sind es 4 GiB (32 Bits, mit PAE und z. B. 36 Bits sind 64 GiB adressierbar). Damit Speicher über 1 MiB auch im kompatiblen 16-Bit-Real-Mode unter DOS verwendet werden kann, wurden unterschiedliche Speichertypen definiert, die einerseits vom Betriebssystem mittels Treiber zur Verfügung gestellt werden und den Speicher verwalten, andererseits auch von den einzelnen Programmen unterstützt werden müssen. Damit ein DOS-Programm mehr als den Konventionellen Speicher verwenden kann, muss es den jeweiligen Speichertyp kennen und der Spezifikation entsprechend anfordern.

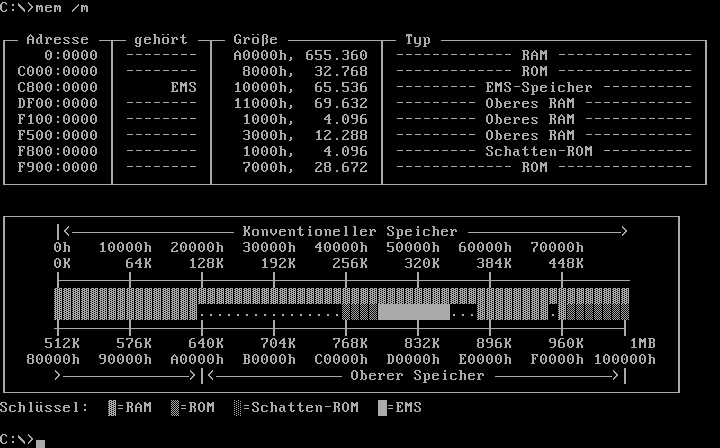
DR DOS 6.0 -Kommando; der Parameter /M zeigt einen „Plan des Systemspeichers“ (system memory map)

- Konventioneller Speicher (englisch conventional memory) – die unteren 640 KiB, die für das Betriebssystem DOS und Programme zur Verfügung stehen; die ersten rund 90 KiB sind üblicherweise belegt, wenn DOS nicht Teile bereits in der UMA oder der HMA unterbringt (konfigurierbar z. B. in der CONFIG.SYS oder durch Speicher-Treiber/Speichermanager):
  - Interruptvektortabelle (1 KiB, interrupt vector table)
  - ROM BIOS tables
  - DOS selbst: u. a. der speicherresidente Teil von COMMAND.COM, Dateisystem-Puffer (CONFIG.SYS BUFFERS=)
  - Treiber (z. B. Maus-Treiber) und TSR-Programme
  - freier Speicher für ein ausführbares DOS-Programm
- Upper Memory Area (UMA; „oberer Speicherbereich“) – der Bereich zwischen 640 KiB und 1 MiB; Teile davon sind fix vergeben, wobei es auf die genaue Hardware ankommt und somit von PC zu PC unterschiedlich ist. Eine typische Nutzung der UMA beinhaltet:
  - BIOS (typisch 128 KiB; alternative Begriffe: System-BIOS, BIOS-ROM, ROM-BIOS)
  - Video-ROM (typisch 64 KiB; video adapter ROM)
  - Video-RAM (typisch 128 KiB)
  - expanded memory window einer Speichererweiterungskarte (EMS) oder deren Emulation per z. B. EMM386.EXE (64 KiB)
  - Option ROM und RAM von Erweiterungskarten, z. B. einer Netzwerk- oder SCSI-Steckkarte (unterschiedlich)
  - freie zusammenhängenden Blöcke der UMA, englisch Upper Memory Blocks (UMBs), können vom Betriebssystem verwaltet werden, um Teile von DOS, von Gerätetreibern oder von TSR-Programmen aus dem Konventionellen Speicher in die UMA zu verlagern. Dazu müssen Treiber und Programme UMBs allerdings unterstützen.
  - die ersten 16 Bytes der High Memory Area (ab 80286), wenn bereitgestellt (z. B. durch HIMEM.SYS)
- Erweiterungsspeicher (auch Zusatzspeicher, englisch extended memory) – alles, was über 1 MiB hinausgeht
  - High Memory Area (HMA, „hoher Speicherbereich“) – 65520 Bytes oberhalb der 1 MiB-Grenze, die durch einen Hack ab dem 80286 nutzbar sind
  - extended memory per Spezifikation, siehe Extended Memory Specification (XMS)
  - expanded memory per Expanded Memory Specification (EMS), wenn emuliert z. B. durch EMM386.EXE

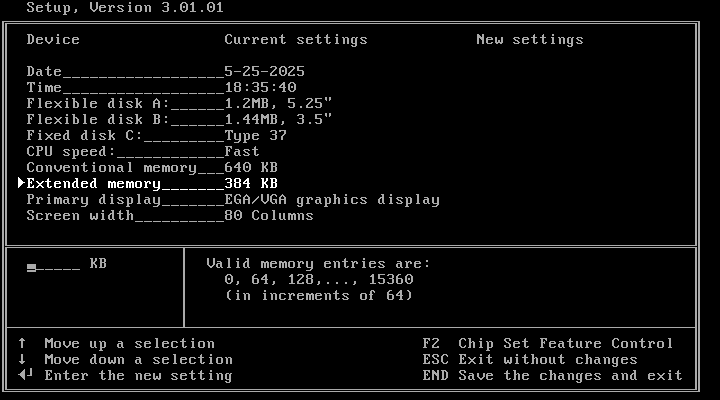
BIOS-Setup eines 80286-PCs (NCR 3302, emuliert unter 86Box), konfiguriert ist 1 MiB RAM

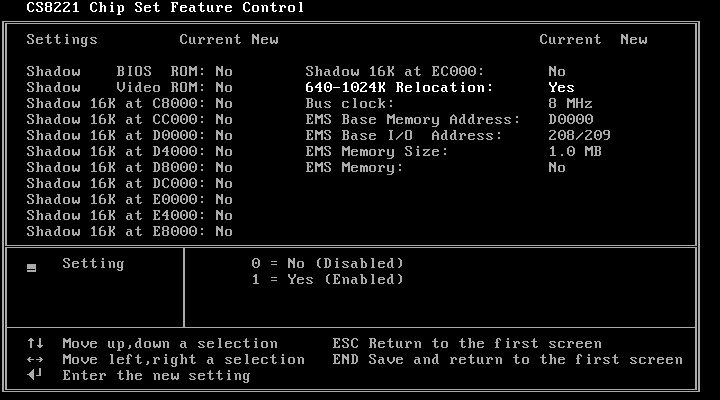
Der NEAT-Chipsatz erlaubt es, die UMA als extented memory über die 1-MiB-Grenze zu „verschieben“

Im IBM PC und PC XT ist die Upper Memory Area nicht als RAM vorhanden. Dieser reservierte (englisch reserved) Speicherbereich ist dann direkt auf den Speicher im jeweiligen ROM adressiert. Als erstmals PCs auf den Markt kamen, die mehr als 640 KiB RAM verbaut hatten, gab es folglich ein Problem, denn jene Speicherbereiche, die durch die ROMs belegt sind, gehen verloren, da sie nicht gleichzeitig als RAM adressierbar sind. Wie viele freie UMBs im Speicherbereich zwischen 640 KiB und 1 MiB frei bleiben, hängt stark vom jeweiligen System ab. Wird z. B. eine zusätzliche Erweiterungskarte eingebaut, die einen eigenen ROM hat (z. B. ein SCSI-Controller), muss dieser innerhalb der UMA adressierbar sein und die UMBs an dieser Speicheradresse sind nicht mehr als Arbeitsspeicher verfügbar. PC-Chipsätze (beispielsweise der NEAT-Chipsatz) können daher den Speicherbereich zwischen 640 KiB und 1 MiB manchmal auch nach oben verschieben, indem der Arbeitsspeicher zwischen 640 KiB und 1 MiB vom Chipsatz ausgeblendet und oberhalb von 1 MiB wieder eingeblendet wird. Ist diese Funktion aktiv, folgt auf die 640 KiB Konventionellen Speicher und die ROMs an deren unveränderten Adressen in der UMA der 384 KiB große Speicherbereich über 640 KiB nach der 1-MiB-Grenze. Je nach BIOS und Chipsatz ist diese Funktion aber mehr oder weniger eingeschränkt, sodass sie z. B. nur dann verfügbar ist, wenn genau 1 MiB RAM eingebaut ist, weil der Speicher auch nur genau an die 1-MiB-Grenze verlegt werden kann, oder es kann nicht gleichzeitig EMS-Speicher emuliert werden, und der zusätzliche Arbeitsspeicher ist dann rein als extended memory für die Software verfügbar. Wenn allerdings DOS freie Teile der UMA als UMBs nutzen können und verwalten soll, muss der Speicher unverändert eingeblendet werden und in Kauf genommen werden, die von den ROMs belegten Bereiche der UMA als Arbeitsspeicher zu verlieren. Das Problem, dass jene u. a. für die ROMs reservierten Speicheradressen der UMA nicht nutzbar sind, lässt sich also nicht wirksam umgehen, weil nur die UMA für DOS auch im Real Mode zur Verfügung steht – es können daher nur UMBs (und, ab dem 80286 die HMA) dafür verwendet werden, Teile von DOS, Treibern und TSRs aus dem Konventionellen Speicher in einen höheren Speicherbereich zu verlegen, was wiederum mehr Konventionellen Speicher für klassische DOS-Programme verfügbar macht.
Ab dem 80286 kann auch EMS-Speicher im Erweiterten Speicher (XMS) bereitgestellt werden, ganz ohne Speicher-Erweiterungskarten, die allerdings weiterhin funktionieren. Aufgrund von Einschränkungen des 80286 ist der Zugriff auf EMS-Speicher im Erweiterungsspeicher jedoch langsam – ein Manko, das durch Hardware-Unterstützung (im Chipset am Mainboard, z. B. NEAT) umgangen werden kann und mit dem 80386 beseitigt wurde. Da EMS-Speicher nur für Daten und nicht für Programmcode gedacht war, kann er auch nicht effektiv für die Auslagerung von Programmen (DOS, Treiber, TSRs) genutzt werden, wie dies etwa mit UMBs und der HMA möglich ist.
Zur Wahrung der Kompatibilität steht zudem den 16-Bit-Funktionen von DOS, und das betrifft auch alle Treiber und TSRs, jeglicher Erweiterungsspeicher – egal ob EMS (ob nun als Speichererweiterungskarte oder emuliert über der 1-MiB-Grenze im XMS-Speicher) oder XMS (in dem ein eventuell durch EMS-Emulation genutzter Teil bereits belegt ist) – nur für Daten zur Verfügung. Die effektive Nutzung des Erweiterungsspeichers extended memory ist für Programme (egal ob 16- oder 32-Bit) erst im Protected Mode möglich.
MS-DOS bietet für DOS-Programme mit den Treibern HIMEM.SYS für UMBs/HMA/XMS und EMM386.EXE für EMS den jeweils passenden Speicher. Kompatible DOS-Varianten für den PC, etwa DR DOS oder Novell DOS, kommen mit daran angelehnten Varianten ähnlicher Treiber, können aber auch die von Microsoft gelieferten Versionen verwenden, denn wenn z. B. Windows ab Version 2.x installiert wird, liegen die Treiber der Windows-Version bereits bei. DOS-Speichermanager von Drittanbietern, etwa QEMM oder 386MAX, stellen ebenfalls alle Speichertypen für Programme und DOS bereit, wobei sie oft noch etwas mehr Konventionellen Speicher freischaufeln können als die im jeweiligen PC-kompatiblen DOS mitgelieferte Speicherverwaltung.
Hat ein IBM-PC-kompatibler Computer deutlich mehr als 1 MiB RAM verbaut, ist der „Verlust“ durch die von den ROMs blockierten Speicheradressen innerhalb der UMA leicht verschmerzbar, und DOS kann durch die Nutzung von UMBs und der HMA mehr Konventionellen Speicher für klassische 16-Bit-Real-Mode-Programme zur Verfügung stellen – mit zusätzlichem emuliertem EMS-Speicher für Programme, die LIM-EMS unterstützen, während für Protected-Mode-Programme, die im Regelfall per DOS-Extender gestartet werden, XMS-Speicher bereitsteht. Als XMS-Speicher sind jene Speicherbereiche des extended memory – alles über 1 MiB – gemeint, die nach der Extended-Memory-Spezifikation zur Verfügung stehen. (Wird extended memory z. B. mittels EMM386 als EMS-Speicher reserviert, ist er nicht gleichzeitig als XMS-Speicher nutzbar.) Da RAM deutlich schneller wurde als ROM, bieten viele BIOS-Implementierungen zusätzlich die Option, die ROMs in den RAM zu kopieren, was „Schatten-ROM“ (englisch shadow ROM) genannt wird. Dabei wird der Inhalt des ROM nach dem Einschalten des Systems vom BIOS in das RAM an derselben Speicheradresse der UMA (zwischen 640 KiB und 1 MiB) kopiert, wo er fortan schneller abgerufen werden kann.
Diese – im Gegensatz zu einem einzigen, vom Betriebssystem verwalteten gesamten Speicher (englisch flat memory) – komplizierte Aufteilung in unterschiedliche Speichertypen kann dazu führen, dass Programme, die einen bestimmten Speichertyp benötigen, den Start verweigern, wenn dieser nicht in genügendem Umfang verfügbar ist. So treten Fehlermeldungen wie „Zu wenig freier Speicher“ (bzw. englisch „out of memory“) unter PC-kompatiblem DOS nicht selten auf, obwohl eigentlich genug freier Speicher vorhanden ist, aber eben nicht vom geforderten Typ.

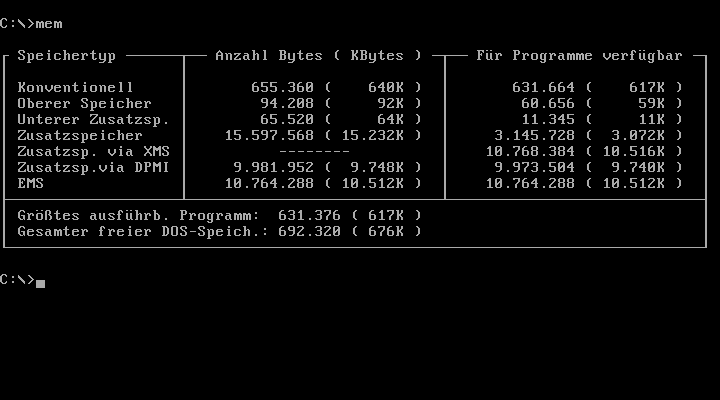
Das -Kommando unter Novell DOS 7 auf einem SCAT-386-PC (Kaimei KMX-C-02, emuliert unter 86Box; konfiguriert sind 16 MiB RAM). EMM386.EXE wurde u. a. mit den Optionen für XMS, EMS und DPMI geladen.

Das Kommandozeilenprogramm MEM gibt den konfigurierten und verfügbaren Speicher für DOS-Programme aus (hier die Version von MS-DOS 5.0):
```
C:\
>
mem

0000
655360 Byte konventioneller Speicher insgesamt

0000
655360 Byte für MS-DOS verfügbar

0000
535744 Byte max. Größe für ausführbares Programm

0000
655360 Byte EMS-Speicher insgesamt

0000
262144 Byte EMS-Speicher frei

000
3145728 Byte fortlaufender Erweiterungsspeicher insgesamt

000000000
0 Byte fortlaufender Erweiterungsspeicher verfügbar

000000000
0 Byte XMS-Speicher verfügbar

0000000000
 MS-DOS resident im oberen Speicherbereich (High Memory Area)
```

In diesem Beispiel lässt sich gut erkennen, dass Programme, die EMS-Speicher benötigen, wohl laufen würden, wenn der freie EMS-Speicher ausreicht. Programme, die speziell XMS-Speicher benötigen, haben allerdings ein Problem, denn dieser Speichertyp steht laut mem-Befehl im Beispiel nicht zur Verfügung. Durch Verändern der Startkonfiguration von DOS, das heißt, z. B. eine unterschiedliche Ladereihenfolge der Treiber (die DEVICE=-Zeilen in der CONFIG.SYS) und andere Parameter bei der Speicherkonfiguration sowohl für DOS als auch für die Speichermanager, kann das Problem sehr wahrscheinlich gelöst werden.

### Befehlszeile
Als interaktive Benutzerschnittstelle steht grundsätzlich eine Befehlszeile bereit, auf der DOS-Befehle und ausführbare Dateien aufgerufen werden können.

### Konfiguration
Unter DOS werden häufig Stapelverarbeitungsdateien („Batchdateien“ von englisch batch processing für Stapelverarbeitung) benutzt, um automatisch Abfolgen von Kommandozeilenbefehlen auszuführen (analog zu Unix-Shellskripte). Da PC-kompatible Disk-Operating-Systeme keine Einstellungen speichern können, werden die Konfigurationsdateien CONFIG.SYS und AUTOEXEC.BAT benutzt, um die gewünschten Standardeinstellungen beim Systemstart jeweils wieder herzustellen – die AUTOEXEC.BAT ist eine normale Stapelverarbeitungsdatei, die jedoch seit Version 2.0 von MS-DOS bzw. PC DOS bei jedem Start automatisch ausgeführt wird.

### Grafische Benutzeroberflächen für DOS
Es wurden viele grafische Benutzeroberflächen (auch engl. GUI, Graphical User Interface) für MS-DOS und dazu kompatible DOS-Versionen entwickelt. Die ersten waren Visi On, GEM und Windows. Daneben gab es in den späten 1980er/frühen 1990er Jahren auch noch z. B. DESQview/X und PC/GEOS. Spätere Oberflächen für DOS sind u. a. MatrixOS, Qube3P und SEAL.
Sehr alte Windows-Versionen bis einschließlich Windows 2.x waren reine grafische Erweiterungen für MS-DOS. Sie wurden als optionaler grafischer Aufsatz zu MS-DOS und PC DOS entwickelt und auch separat vertrieben. Zwar verwendet Windows 3.x in vielen Bereichen auch DOS-Routinen, es besitzt jedoch mit eigenem Scheduler und Speichermanagement bereits wesentliche Komponenten eines eigenständigen Betriebssystems. Windows 95 und alle darauf basierenden Nachfolger verwenden MS-DOS zum Starten und zum Ausführen DOS-basierter Programme, sodass alle DOS-basierten Windows-Versionen weiterhin voll mit DOS kompatibel bleiben; Windows-Programme verwenden DOS-Betriebssystemroutinen nur selten, da das WinAPI seit Windows 3.x diese prinzipiell ersetzt. Die speziell für Windows angepassten Versionen von MS-DOS sind, laut Microsoft, für den Start der jeweiligen Windows-9x-Version zwingend. (Caldera konnte in einem Gerichtsverfahren gegen Microsoft später beweisen, dass Windows 95 auch unter DR-DOS lauffähig gewesen wäre.) Diese weiterentwickelten MS-DOS-Versionen waren nicht mehr einzeln erhältlich, sondern integraler Bestandteil aller Versionen von Windows 95 (MS-DOS 7.0 und 7.10), Windows 98 (MS-DOS 7.10) und zuletzt von Windows Me (MS-DOS 8.0), das im Jahr 2000 erschien. Danach wurde die Weiterentwicklung eingestellt.
Lange von einer Fan-Gemeinde weiterentwickelt wurde PC/GEOS, das seit 2018 als FreeGEOS verfügbar ist, wie auch OpenGEM, eine freie Weiterentwicklung des originalen GEM von Digital Research.

## Heutige Verwendung
DOS-Systeme gelten als veraltet und werden heute, sofern sie nicht eine Betriebssystemkomponente sind, praktisch nur noch auf Altsystemen, für den Betrieb alter DOS-Software in Emulatoren oder in Nischenmärkten eingesetzt.

### Als Betriebssystem
DOS-Betriebssysteme werden für eingebettete Systeme verwendet.
Von OEMs werden DOS-Systeme, insbesondere das frei verfügbare und somit lizenzkostenfreie FreeDOS, gerne verwendet, um PCs nicht völlig ohne Betriebssystem verkaufen zu müssen, wenn sie weder Windows noch Linux installieren wollen.
Um mit neueren Betriebssystemen nicht kompatible Software weiterverwenden zu können, findet es sich als voll installiertes System auf einem PC mit mehreren Betriebssystemen (Multi-Boot-Systeme), von denen man jeweils beim Booten dann ein System wählen kann. Dieser Weg ist heute weitgehend durch DOS-Emulatoren ersetzt.
Auch für ein BIOS- oder Firmware-Update werden diese Betriebssysteme eingesetzt. Des Weiteren werden sie für bootfähige Notfall- und Reparatur-Medien verwendet, insbesondere für die Malware-Bekämpfung, weil die übliche Schadsoftware auf den DOS-Systemen nicht lauffähig ist. Dabei stellt das DOS das Starten von Virenscannern und einfache Filearbeit zur Verfügung. Dasselbe gilt für Wiederherstellungs-CDs von Image-Programmen.

### DOS-Emulatoren
OS/2, das von IBM und Microsoft ab 1987 entwickelte Betriebssystem, basierte nicht mehr auf DOS, wenn auch gewisse Eigenheiten des DOS-Systems vorhanden sind. Die damals notwendige Abwärtskompatibilität wurde über den DOS emulation kernel sichergestellt, der u. a. mit der Fähigkeit von Multithreading für DOS-Anwendungen (Multiple Virtual DOS Machine, MVDM) beworben wurde. Diese damals revolutionäre Technik hat sich aber auch als großer Schwachpunkt herausgestellt, weil der DOS-Modus am Bildschirm nur exklusiv lief, und alle Treiber die Umschaltung in den DOS-Modus mitmachen mussten. Spätere 32-Bit-Versionen ab 1991 erlaubten DOS-Multitasking-Sitzungen mit eigenem Fenstermanager (Workplace Shell, Presentation Manager). Moderne Windows-Versionen der NT-Linie, zu der auch Windows 2000 bis Windows 10 gehören, basieren auf dem Kernel des 1991 vorgestellten 32-Bit-Betriebssystems Windows NT 3.1, das damals vollkommen neu entwickelt wurde und keine „DOS-Wurzeln“ besitzt: MS-DOS/PC DOS ist weder Bestandteil noch technische Basis dieser Betriebssysteme, wenngleich auch heute noch das Win32-Subsystem moderner 32-Bit-Windows-Versionen die Funktionalität von MS-DOS nachbildet. Modernere OS/2-Versionen verfolgten denselben Weg: Die DOS-Box (Kommandozeile) läuft in diesen Systemen als Interpreter (cmd.exe, COMMAND.COM), die DOS emuliert, um in DOS geschriebene Programme auszuführen. Die Funktion ist die einer Skriptsprache. Die 64-Bit-Versionen von Windows XP und neuer verfügen nicht mehr über die Möglichkeit, MS-DOS-Programme auszuführen.
Es gibt auch auf einigen weiteren Betriebssystemen die Möglichkeit, eine DOS-Umgebung zu emulieren. Beispielsweise stellt das unter Linux verfügbare das Programm DOSEMU eine Umgebung bereit, in der ein PC-kompatibles DOS gestartet werden kann, in dem wiederum für DOS geschriebene Programme genutzt werden können. Alternativ können aber auch ganze PC-Emulatoren (siehe auch Virtualisierung) verwendet werden, die die Hardware eines Computers originalgetreu nachzubilden versuchen. Auf einem solchen „virtuellen Computer“ muss ebenfalls ein originales DOS installiert werden, bevor es verwendet werden kann. Einen anderen Weg geht das auf verschiedenen Betriebssystemen verfügbare Programm DOSBox, das selbst ein zu MS-DOS kompatibles DOS emuliert und daher sofort betriebsbereit ist.
Im Gegensatz zu virtuellen Maschinen sind spezielle DOS-Emulatoren im Allgemeinen effektiver und damit schneller und ressourcenschonender, aber auch nicht vollständig kompatibel, da insbesondere direkte Systemzugriffe wie diverse BIOS-Routinen, die abseits der DOS-API genutzt werden, sowie direkte Zugriffe auf die Hardware, etwa direkte Speicherverwaltung, nicht funktionieren. Ebenso kann es sein, dass ein PC-Emulator nicht alle Funktionen der emulierten Hardware originalgetreu zur Verfügung stellt, und somit das eine oder andere DOS-Programm fehlerhaft oder überhaupt nicht arbeitet. Außerdem fällt der Geschwindigkeitsvorteil weg, wenn das Hostsystem Pacifica- (AMD) oder Vanderpool-Technologie (Intel) unterstützt, da diese Technologien eine starke Beschleunigung von virtuellen Maschinen bewirken, jedoch keine Auswirkung auf Emulatoren haben. Auf solchen Systemen sind virtuelle Maschinen üblicherweise schneller als DOS-Emulatoren.